# グレン・スティーヴンス
グレン・ロバート・スティーヴンス（英語: Glenn Robert Stevens、1958年1月23日 – ）は、オーストラリアの経済学者。現在、オーストラリア準備銀行 (RBA) 総裁（第7代）を務める。

## 来歴
- 1990年、客員教授としてサンフランシスコ連邦準備銀行に入行。
- 2001年12月、RBA副総裁に就任。
- 2006年9月18日、イアン・マクファーレンの後任としてRBA総裁に就任[1]。